# Nouvelle Biographie Générale
La Nouvelle Biographie Générale (Titolo completo lungo: Nouvelle biographie générale depuis les temps les plus reculés jusqu'à nos jours, avec les renseignements bibliographiques et l'indication des sources à consulter) è un dizionario biografico in 46 volumi pubblicati tra il 1852 e il 1866 sotto la direzione di Jean-Chrétien-Ferdinand Hoefer, medico e lessicografo francese di origine tedesca, ed edito da Ambroise Firmin Didot. I primi nove volumi furono intitolati Nouvelle Biographie Universelle (Nuova biografia universale).

## Edizioni
- (FR) Jean-Chrétien-Ferdinand Hoefer (a cura di), Nouvelle biographie universelle depuis les temps les plus reculés jusqu'à nos jours : avec les renseignements bibliographiques et l'indication des sources à consulter, Paris, Firmin Didot frères, 1852-1854, SBN CFI0523220.
- (FR) Jean-Chrétien-Ferdinand Hoefer (a cura di), Nouvelle biographie générale depuis les temps les plus reculés jusqu'à nos jours, avec les renseignements bibliographiques et l'indication des sources à consulter, Paris, Firmin Didot frères, 1854-1866, SBN CFI0523356.

## Edizioni digitali
I volumi della Nouvelle Biographie Générale sono consultabili sul sito Gallica della Biblioteca nazionale di Francia e, in differente formato, nell'Internet Archive secondo la seguente tabella:
| Volume    | De                  | À                        |
| --------- | ------------------- | ------------------------ |
| Volume 1  | AA                  | Alfez                    |
| Volume 2  | Alfieri             | Aragona                  |
| Volume 3  | Aragonèse           | Azzubeydi                |
| Volume 4  | Baaden-Durlach      | Beaumanoir               |
| Volume 5  | Beaumarchais        | Biccius                  |
| Volume 6  | Bichat              | Boulduc                  |
| Volume 7  | Boulen              | Bzovius                  |
| Volume 8  | Cabacius            | Caselles                 |
| Volume 9  | Casenave            | Charost                  |
| Volume 10 | Charpentier         | Cochran                  |
| Volume 11 | Cochrane            | Cortès                   |
| Volume 12 | Cortèse             | Danrémont                |
| Volume 13 | Dans                | Dewlet                   |
| Volume 14 | Dexbach             | Duchesnois               |
| Volume 15 | Duchy               | Emmery de Sept-Fontaines |
| Volume 16 | Emmet               | Faes                     |
| Volume 17 | Faesch              | Floris                   |
| Volume 18 | Florus              | Fryxell                  |
| Volume 19 | Fuad-Effendi        | Geoffrin                 |
| Volume 20 | Geoffrin            | Goerres                  |
| Volume 21 | Goertz              | Grevile                  |
| Volume 22 | Grévin              | Gyulay                   |
| Volume 23 | Haag                | Hennequin                |
| Volume 24 | Hennert             | Holophira                |
| Volume 25 | Holst               | Irwin                    |
| Volume 26 | Isaac               | Joséphine                |
| Volume 27 | Josépin             | Koegler                  |
| Volume 28 | Koehler             | La laure                 |
| Volume 29 | La Liborlière       | Lavoisien                |
| Volume 30 | Lavoisier           | Lettsom                  |
| Volume 31 | Leu.                | Louis-Napoléon           |
| Volume 32 | Louise se Savoie    | Maldeghem                |
| Volume 33 | Maldonado           | Martial                  |
| Volume 34 | Martialis Gargilius | Mérard de Sainte-Juste   |
| Volume 35 | Mérat               | Monnier                  |
| Volume 36 | Monniotte           | Murr                     |
| Volume 37 | Murray              | Nicolini                 |
| Volume 38 | Nicolle             | Ozerof                   |
| Volume 39 | Paaw                | Philopémen               |
| Volume 40 | Philoponus          | Preval                   |
| Volume 41 | Prévalaye           | Renouard                 |
| Volume 42 | Renoult             | Saint-André              |
| Volume 43 | Saint-Ange          | Simiane                  |
| Volume 44 | Simler              | Testa                    |
| Volume 45 | Teste               | Vermond                  |
| Volume 46 | Verne (La)          | Zyll.                    |